# Чернігівська районна державна адміністрація
Чернігівська районна державна адміністрація (Чернігівська РДА) — орган виконавчої влади в Чернігівському районі Чернігівської області України.

## Історія
Чернігівський район Чернігівської області був утворений 17 липня 2020 року Постановою Верховної Ради України № 807-IX  .
16 грудня 2020 року Розпорядженням Кабінету Міністрів України № 1635-р «Про реорганізацію та утворення районних державних адміністрацій», офіційно була утворена Чернігівська районна державна адміністрація, шляхом приєднання до неї ліквідованих Городнянської, Козелецької, Куликівської, Менської та Ріпкинської райдержадміністрацій.
У зв'язку з широкомасштабним вторгненням Росії 24 лютого 2022 у відповідності з Указом набула статусу військової адміністрації.

## Структурні підрозділи
- Апарат РДА
- Відділ по роботі з персоналом
- Юридичний відділ та по роботі зі зверненнями громадян
- Відділ організаційної роботи та інформаційної діяльності
- Загальний відділ та з питань контролю
- Сектор контролю
- Відділ  фінансово-господарського забезпечення
- Сектор організації оплати праці та господарського забезпечення
- Відділ ведення Державного реєстру виборців
- Відділ державної реєстрації
- Відділ економіки, агропромислового розвитку та захисту довкілля
- Відділ архітектури, містобудування та житлово-комунального господарства
- Відділ з питань цивільного захисту
- Сектор з питань оборонної роботи та взаємодії з правоохоронними органами
- Відділ забезпечення взаємодії з органами місцевого самоврядування
- Відділ інфраструктури
- Відділ з питань ветеранської політики
- Служба у справах дітей
- Архівний відділ
- Фінансовий відділ
- Управління соціального захисту населення

## Очільники
- Голова РДА Крамаренко Сергій Миколайович (з 14.4.2025)[4]

## В період війни
Під час широкомасштабного вторгненням Росії 24 лютого 2022, РДА діяла в умовах військового стану та окупації значної частини території району.